# Aala kaf ifrit
Aala kaf ifrit é um filme de drama franco-tunisiano de 2017 dirigido e escrito por Kaouther Ben Hania. Protagonizado por Mohamed Akkari, estreou no Festival de Cannes 2017, no qual competiu para Un certain regard.

## Elenco
- Mohamed Akkari